# Branca estais colorada

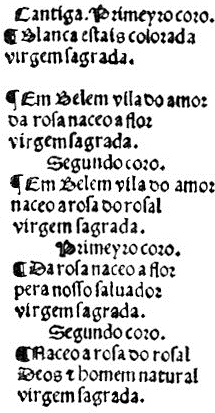
Cantiga tal como aparece no Auto da Feira

"Branca estais colorada" ou "Branca estais e colorada"  (na grafia original: Blanca estais colorada) é uma cantiga anónima, particularmente célebre, com que termina o Auto da Feira (1527) de Gil Vicente.
Apesar de alguns autores a atribuírem ao próprio dramaturgo e da sua única fonte conhecida ser o Auto da Feira (escrito para o Natal de 1527 e publicado na Compilação de 1562), não existem garantias que seja de facto uma obra original vicentina, uma vez que este se apropriava frequentemente de músicas conhecidas na corte.
O poema, considerado como uma das cem melhores poesias líricas da língua portuguesa por Carolina Michaëlis, versa sobre o tema da natividade de Jesus. A melodia original foi perdida, tendo a parte poética sido usada como base para algumas composições de autores contemporâneos.

## Poema

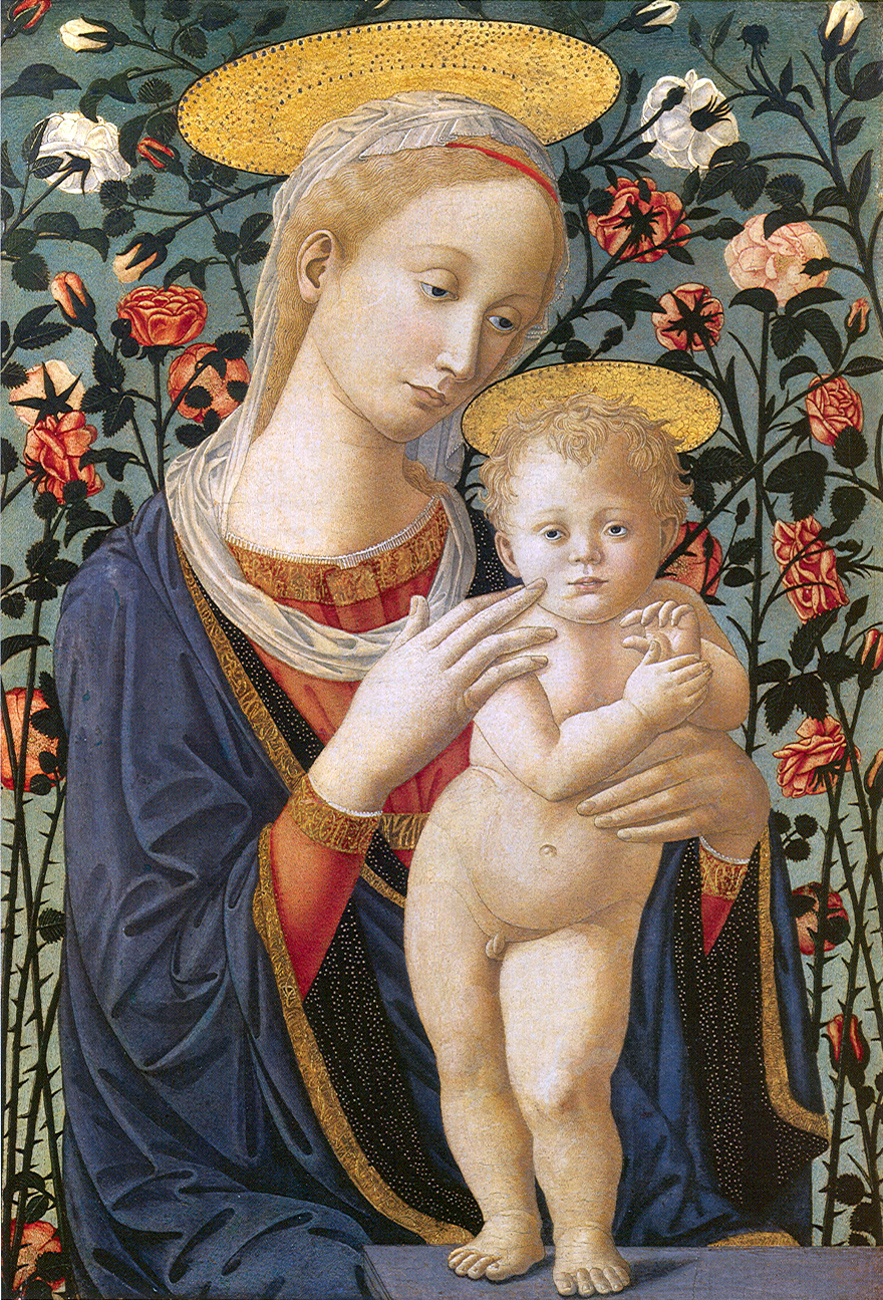
Madona da roseira, Anónimo, c. 1470, Galeria Nacional de Arte, Washington D.C.

| Grafia original (1562)                                      | Grafia atualizada (por Carolina Michaëlis)                     |
| ----------------------------------------------------------- | -------------------------------------------------------------- |
| Blanca eſtais colorada virgem ſagrada.                      | Branca estais e colorada, Virgem sagrada!                      |
| Em Belem vila do amor da roſa naceo a flor virgem ſagrada.  | Em Belém, vila do amor, Da rosa nasceu a flor! Virgem sagrada! |
| Em Belem vila do amor naceo a roſa do roſal virgem ſagrada. | Em Belém, vila do amar Nasceu a rosa do rosal! Virgem sagrada! |
| Da roſa naceo a flor pera noſſo ſaluador virgem ſagrada.    | Da rosa nasceu a flor: Jesus, nosso Salvador! Virgem sagrada!  |
| Naceo a roſa do roſal Deos & homem natural virgem ſagrada.  | Nasceu a rosa do rosal: Deus e homem natural! Virgem sagrada!  |

## Paralelos
Branca estais colorada tem sido apontado como uma prova da continuidade entre a lírica galaico-portuguesa (século XII ao século XIV) e a poesia dos cancioneiros renascentistas (século XVI). De facto, a sua estrutura formal segue uma interessante estrutura de construções paralelísticas, tal como muitas das cantigas de amigo ou algumas das Cantigas de Santa Maria, nomeadamente a cantiga n.º 160, em louvor da Virgem:
| “ | Quen bõa dona querrá loar, lo' a que par non á, Santa Maria. E par nunca ll' achará, pois que Madre de Deus foi ja, Santa Maria. Pois Madre de Deus foi ja, e Virgen foi e seerá Santa Maria. | ” |

Também de origem medieval é o simbolismo utilizado da "rosa do rosal", que descende da iconografia católica da árvore de Jessé. Contudo, neste caso, as analogias não se esgotam nas Cantigas de Santa Maria (veja-se, por exemplo, a cantiga n.º 10 que começa: "Rosa das Rosas, e Fror das Frores / Dona das Donas, Sennor das Sennores") mas são também encontradas, ainda hoje, na cultura popular portuguesa, através da seguinte quadra inserida em várias cantigas de Natal:
| “ | Do tronco nasceu a rama, Da rama nasceu a flor, E da flor nasceu a Virgem, Da Virgem, o Salvador. | ” |

## Música
Segundo as indicações dadas pelo próprio Gil Vicente: "ordenadas em folia, cantarão a cantiga seguinte, com que se despedirão", o poema destinava-se desde a sua origem a ser cantado. Contudo, como aconteceu com a generalidade das cantigas, vilancetes e romances dos autos, chegou à atualidade sem a música original. Assim, vários compositores portugueses escreveram música para este poema:
- Frederico de Freitas[9] (1902 — 1980)
- Jorge Croner de Vasconcellos[10] (1910 — 1974)
- Manuel Simões[11] (1924 — 1995)
- Maria de Fátima Fonte Ferreira[12] (1983 — )
- Tomás Vaz de Borba (1867 — 1950)
- Vasco M. N. Pereira[13] (1956 — )